# 高氧气体
高氧（Nitrox，亦称Enriched Air），是指以空气为基础、氧浓度高于21%的潜水用呼吸气体。藉由把气瓶中的氧浓度增加、氮浓度减少，潜水员会减少吸入体内的氮气，从而在同样的潜水深度时可以延长其免减压极限。
在休闲潜水中最参见的混合氧浓度是32%及36%，其最大可用深度（maximum operating depths, MOD）相应为34米和29米。